# Sunman (Indiana)
Pour les articles homonymes, voir Sunman.
Sunman est une ville des États-Unis située dans le township d'Adams (en), dans le comté de Ripley (État d'Indiana). 
La population de la ville était de 1 049 habitants au recensement de 2010.